# Constantin Voiculescu
Constantin G. Voiculescu (în rusă Константин Воикулеску) (n. 23 februarie 1890, comuna Tămădău, județul Călărași -  d. 17 septembrie 1955, Gherla) a fost un general român în cel de-al doilea război mondial. 
La 25 iulie 1941 a ordonat înființarea unui ghetou evreiesc în Chișinău.
Voiculescu a fost numit în funcția de guvernator al provinciei Basarabia în 5 septembrie 1941, până în aprilie 1943. În 1946, Constantin Voiculescu a fost condamnat la închisoare pe viață și a decedat în detenție.

## Decorații
- Ordinul „Coroana României” în gradul de Comandor (8 iunie 1940)[4]